# Vailly, Haute-Savoie
Vailly är en kommun i departementet Haute-Savoie i regionen Auvergne-Rhône-Alpes i sydöstra Frankrike. Kommunen ligger i kantonen Thonon-les-Bains-Est som tillhör arrondissementet Thonon-les-Bains. År 2022 hade Vailly 907 invånare.

## Befolkningsutveckling
Antalet invånare i kommunen Vailly
| Referens: INSEE |